# Publi Corneli Escipió (mestre de la cavalleria 396 aC)
Publi Corneli Escipió (en llatí: Publius Cornelius Scipio) va ser un magistrat romà.
Era magister equitum del dictador Marc Furi Camil l'any 396 aC. Els Fasti Capitolini esmenten com a magister equitum a Publi Corneli Maluginense. En 395 aC i 394 aC va ser tribú amb potestat consolar. També el van designar dues vegades interrex el 391 aC i el 389 aC.